# بشاير الخير (أسوان)
قرية بشاير الخير هي إحدى القرى التابعة لمركز أسوان في محافظة أسوان في جمهورية مصر العربية.